# Ingemar Carlsson (arkivarie)
För andra med samma namn, se Ingemar Carlsson.
John Tore Ingemar Carlsson, född 3 november 1932 i Varberg, är en svensk historiker och arkivarie.
Ingemar Carlsson avlade filosofie licentiatexamen 1961 och blev filosofie doktor och docent vid Lunds universitet 1966. Han anställdes vid Riksarkivet 1966 och befordrades arkivarie året därpå. Han blev 1:e arkivarie 1975 och vårdare av Bernadotteska arkivet, den svenska kungafamiljens privata arkiv, 1987. Han är ledamot av Kungl. Samfundet för utgivande av handskrifter rörande Skandinaviens historia och av  Hallands Akademi sedan 1999.